# Kasyr
Der Kasyr (russisch Казыр, von tuwinisch „der Wütende“) ist der 388 km lange rechte Quellfluss der Tuba im südsibirischen Sajangebirge in Russland.
Der Kasyr entspringt am Chonda-Dschuglymski-Kamm des Ostsajan, an der Südwestseite des 2796 m hohen Berges Ary-Dag, etwa 350 km Luftlinie südöstlich von Krasnojarsk und 175 km südwestlich von Nischneudinsk. Während sich die Quelle auf der Territorium der Oblast Irkutsk befindet, erreicht der Fluss bereits nach etwa 50 km in vorwiegend südwestlicher Richtung die Region Krasnojarsk. Er behält dort als schnellfließender, wasserreicher Gebirgsfluss in einem zumeist engen Tal eine überwiegend westliche Fließrichtung bei. Er weist dort eine Vielzahl von Stromschnellen auf, darunter Werchni Kitatski und Ubinski. Auf den letzten Kilometern am Rande des Gebirges weitet sich das Tal, und der Kasyr bildet mehrere Arme aus, bis er sich schließlich knapp 20 km südöstlich von Kuragino mit dem von links kommenden Amyl zum rechten Jenissei-Nebenfluss Tuba vereinigt.
Das Einzugsgebiet des Flusses umfasst 20.900 km². Die bedeutendsten Nebenflüsse sind Tabrat (Länge mit Quellfluss Taimenka 87 km), Moscharka (mit Quellfluss Tagassuk 106 km) und Kisir (300 km) von rechts sowie die Rybnaja (92 km) von links.
Der Abfluss beim Dorf Tajaty, 56 km oberhalb der Mündung und oberhalb der Einmündung des bedeutendsten Nebenflusses Kisir, beträgt im Jahresmittel 302 m³/s, bei einem maximalen monatlichen Mittel von 1100 m³/s im Juni und einem minimalen monatlichen Mittel von 32,17 m³/s im März. Von Ende Oktober bis in die zweite Aprilhälfte friert der Fluss gewöhnlich zu.
Das Gebiet am Ober- und Mittellauf des Kasyr ist praktisch unbesiedelt, es gibt dort keine Ortschaften. Erst auf den letzten gut 100 km des Flusslaufes, vorwiegend unterhalb der Einmündung des Nebenflusses Tabrat und der Ubinski-Stromschnelle gibt es auf beiden Seiten des Flusses eine Reihe von Dörfern – gut 20 km flussaufwärts liegt als einzige die kleine, nach dem Fluss benannte Siedlung Kasyr. Die größten Orte am Fluss sind Tscheremschanka und Tjuchtjat am rechten Ufer (im Rajon Kuraginski) sowie Tajaty und Nischnije Kurjaty am linken Ufer (im Rajon Karatusski). Tscheremschanka und die umliegenden Dörfer sowie einige Ansiedlungen um den See Tiberkul, der über den 62 km langen Tjuchtjaty zum Kasyr entwässert, sind Siedlungsgebiet mehrerer Tausend Anhänger der „Kirche des Letzten Testaments“ unter dem als Wissarion bekannten Sergei Torop.